# Intel G35
| Intel G35        | Intel G35                                        |
| ---------------- | ------------------------------------------------ |
|                  |                                                  |
| Поддержка ЦП     | Core 2 Duo Core 2 Quad Pentium Dual-Core Celeron |
| Поддержка сокета | LGA775                                           |
| Предшественник   | G33                                              |
| Преемник         | G41                                              |

Intel G35 — чипсет Intel, выпущенный в конце 2007 года. Является преемником чипсета Intel G33.

## Краткие характеристики
- поддержка процессоров семейств Celeron и Pentium, а также процессоров Core 2 Duo/Quad с частотой системной шины 800/1066 МГц, включая модели с частотой системной шины 1333 МГц;
- двухканальный контроллер памяти DDR2-533/667/800 или DDR3-800/1067 с поддержкой до 4 модулей DIMM суммарным объёмом до 8 ГБ (без ECC) и технологиями Fast Memory Access и Flex Memory;
- графический интерфейс PCI Express x16;
- интегрированное графическое ядро GMA X3500 с поддержкой технологий Clear Video Technology[1],а также поддержкой Microsoft DirectX* 10, Shader Model 4.0 и OpenGL* 2.0;
- Шина DMI (с пропускной способностью ~2 ГБ/с) до нового южного моста ICH9/R/DH.
- Поддержка Serial ATA (SATA)  на скорости 3 Гб/с.

## Особенности чипсета
От P35 данный чипсет (как и Intel G33) отличается лишь наличием встроенной графики. Также чипсеты G33 и G35 аппаратно поддерживают воспроизведение HD-видео с HD DVD или Blue-Ray, что Intel реализует в виде технологии Clear Video Technology.

## Внешние ссылки
- Intel G35 Express Chipset (англ.)
- Набор микросхем Intel® G35 Express (рус.)